# Zamek Sommeregg
Zamek Sommeregg – obecnie ruiny zamku w Seeboden am Millstätter See, w Karyntii, Austria.

## Historia
Pierwsza wzmianka historyczna pochodzi z roku 1187.
Obecnie w zamku znajduje się Muzeum Tortur. 

## Literatura
- Wilhelm Wadl: Geschichte der Burg und Herrschaft Sommeregg. In: Carinthia I, Zeitschrift für geschichtliche Landeskunde von Kärnten, 1989, 179. Jahrgang, S. 153-168 (u.a. mit vier Abbildungen).